# Dodda Amanikere, Hosakote
Dodda Amanikere là một làng thuộc tehsil Hosakote, huyện Bangalore Rural, bang Karnataka, Ấn Độ.